# Ephraim Akwakwa Nametu
Ephraim Akwakwa Nametu est un avocat de profession et un homme politique. Il est ministre de l’Emploi et du Travail de la République démocratique du Congo.

## Biographie

### Enfance et éducation
Toutefois, on sait qu’avant sa carrière politique, Ephraim Akwakwa était membre de l’Ordre National des Avocats de la RDC, ce qui indique une formation juridique solide, probablement dans une université de droit en RDC ou ailleurs.
Il a fait ses études supérieures à l'Université de Kisangani et obtient un diplôme de Licence en Droit .

### Carrière politique
Ephraim Akwakwa Nametu est l’actuel ministre de l’Emploi et du Travail de la République Démocratique du Congo (RDC). Il a officiellement pris ses fonctions le 13 juin 2024, succédant à Claudine Ndusi lors d’une cérémonie de remise et reprise .
Avant sa nomination ministérielle, Ephraim Akwakwa Nametu était inscrit à l’Ordre National des Avocats de la RDC, témoignant de sa formation et de son expérience en droit .
Dès son entrée en fonction, il a initié une série de rencontres avec les responsables des établissements et autres structures placés sous sa tutelle, dans le but de faire un état des lieux et d’insuffler une nouvelle dynamique au ministère .
Parmi les mesures notables prises sous son mandat, le ministre Akwakwa a annoncé l’augmentation du Salaire Minimum Interprofessionnel Garanti (SMIG) en RDC, passant de 7 075 à 14 500 CDF, afin d’améliorer les conditions de vie des travailleurs congolais .

### Autres
Originaire de la province de la Tshopo, [Selon qui ?].